# Alessandro Dalla Via
Alessandro Dalla Via (Valdastico, 21 gennaio 1941) è un politico italiano.

## Biografia
Laureato in scienze economiche e commerciali, svolge la professione di commercialista. 
Impegnato in politica nel Partito Liberale Italiano, con il quale è membro del consiglio comunale di Vicenza dal 1970 al 1979 e segretario provinciale del PLI fra il 1976 e il 1985. Viene poi eletto alla Camera dei Deputati alle elezioni politiche del 1992, ricoprendo l'incarico di vicepresidente della VI commissione finanze. Termina il mandato parlamentare nel 1994.